# 1178 Irmela
Az 1178 Irmela (ideiglenes jelöléssel 1931 EC) a Naprendszer kisbolygóövében található aszteroida. Max Wolf fedezte fel 1931. március 13-án, Heidelbergben.